# Command & Conquer: Tiberium Alliances
Command & Conquer: Tiberium Alliances — браузерная стратегия с элементами MMO во вселенной Command & Conquer, вышедшая в 2012 году.

## Разработка
Анонс игры состоялся 14 декабря 2011 года. Разработчики обещали тесную связь с тибериумной вселенной и поддержку HTML5, благодаря чему каждый сможет принять участие в игре.
В марте 2012 года началось бета-тестирование игры, в ходе которой была доступна только фракция GDI (с 15 мая появилась возможность играть за Братство Нод).
24 мая 2012 года состоялся выход игры, включавшей русскоязычный интерфейс.
С апреля 2015 года игрой стала заниматься независимая студия Envision Entertainment, в которой работало много бывших сотрудников расформированной EA Phenomic.

## Сюжет
Забытым удалось выкрасть тацит из штаба GDI и спрятать его в своей таинственной огромной пирамиде в самом центре мира — на своих исконных землях. По слухам, энергия Тацита позволяет альянсу настолько развить военные технологии, что он обретает господство над миром. Нод и GDI вынуждены объединить огневую мощь, чтобы вернуть тацит и остановить Забытых.

## Геймплей
Главная цель этой игры состоит в том, чтобы управлять центром мира.
Каждый игрок выбирает сектор на Мировой Карте и начинает строить первую базу с самого края Мира. База будет защищена от любых нападений в течение 1 недели. Оттуда игрок может продвинуть свою базу к центру мира. В качестве ресурсов в игре используются тиберий, кристаллы, электричество, кредиты и очки исследования. Тиберий используется для постройки и улучшений зданий Базы и строительства и улучшения некоторых оборонных сооружений. Кристаллы используются, чтобы построить и улучшать юниты обороны и нападения. Электричество используется и в Строительстве и в Военных целях. Кредиты для того, чтобы обменивать Тиберий и Кристаллы между базами. Они также используются с Очками Исследования, чтобы исследовать новые единицы и структуры для основного продвижения к центру и укрепления боевой мощи, для постройки новых баз.
Игрок обычно начинает сражаться в режиме PvE против Лагерей Забытых, затем по мере развития сражается против Аванпостов Забытых, и только потом с Базами Забытых и Базами других игроков в PvP режиме, когда их щиты защиты спадают через 1 неделю. Посредством сражений игрок может захватить ресурсы другой базы, так же как и потерять свои ресурсы. Если база игрока разрушена, он может восстановить её в радиусе 40 клеток от места своего расположения, но не будет получать ресурсы Альянса в течение некоторого времени.
Существуют серверы с атаками баз забытых и без них. Так же есть серверы заточенные чисто под PvP.

### Альянс
Альянс может состоять максимум из 50-ти человек (или 50 аккаунтов, так как нередки случаи использования игроками мультиаккаунтов).
Цель игры для альянса — захватить и удержать не менее четырёх из семи стратегических позиций (Центры Управления Щитом — «Альфа», «Бета», «Гамма», «Дельта», «Ипсилон», «Дзета», «Эта»), расположенных по кругу, в радиусе, примерно, 18-25 клеток от Цитадели Забытых, он же «Тацит»). Таким образом он получает возможность отключить щит пирамиды (Цитадели Забытых) Забытых. Это крупная база, только уничтожив которую можно добраться до башни и заполучить Тацит. Концовка состоит из трех фаз покорения мира.
Она начинается, как только радиус атаки любого игрока достигает баз забытых 38-го уровня. Сразу после этого в рамках данной области в случайных местах появляются зоны падения спутника. Падающий спутник уничтожает все в зоне падения (3 на 3 клетки). Поставив свою базу в центр этой зоны и удерживая позицию трое суток, игрок получает фрагмент кода, которые нужно загрузить в семь укрепленных центров управления щитом.
Получив эти разведданные, альянс должен захватить центры управления щитом. Для этого надо занять восемь сильных баз, окружающих каждый из них. Если под контролем альянса оказывается от 4 до 7 центров управления щитом, начинается обратный отсчет времени, длящийся 10 дней.
По его окончании у Альянса-лидера появляется возможность атаковать Цитадель Забытых. С этого момента на Цитадель Забытых (самую сильную PvE базу в игре) можно нападать. Чтобы достичь успеха, альянсу необходимо одновременно собрать в сети как можно больше участников, чтобы они могли активировать свои центры управления и ослабить базу. Уничтожив её, альянс получает Тацит и становится полным владыкой мира. Далее у альянса есть 3 дня чтобы очистить периметр в радиусе 40 клеток от цитадели забытых, иначе по окончании отсчета все базы игроков находящиеся в этом радиусе будут уничтожены забытыми несмотря на уровень защиты базы.
А все его участники получат глобальное достижение, которое будет отображаться, в каких бы мирах они не играли затем. Оно не присваивается тем игрокам, которые присоединились к альянсу после достижения им поставленной цели.
Также это достижение нельзя завоевать усилиями нескольких союзнических альянсов. За раз только один из них может выполнить эту задачу и выиграть.
После того как один из альянсов разрушит цитадель Забытых в центре карты и фактически выиграет, игра не прекратит свою работу. Другие альянсы тоже смогут выполнить эту задачу и одержать победу над Забытыми.
Даже после получения титула игра не кончается — выигравший альянс может совместными силами помешать врагам достичь этой цели. Конечно, развитие C&C Tiberium Alliances не остановится на этом. Со временем в игре будут появляться все новые и новые элементы, которые игрокам предстоит изучить.
Периодически раз в 2 года проводится чемпионат мира. Возможность участия только для игроков кто выиграл хотя бы один раз сервер и получил медаль.
Традиционно сильные команды альянсов: Россия, Германия, Франция, Польша, Латинская Америка, США.

## Коммерческие показатели
К июлю 2012 года в игре было 1 млн зарегистрированных пользователей.

## Скандалы
После выхода игры Gamespot обнаружил в игре плагиат: концепт-арт танка фракции Забытых (The Forgotten bombar tank) почти дословно копировал дизайн танка Baneblade из Warhammer 40,000. В дальнейшем разработчики не использовали этот дизайн.